# Truy cập mở ở Ba Lan

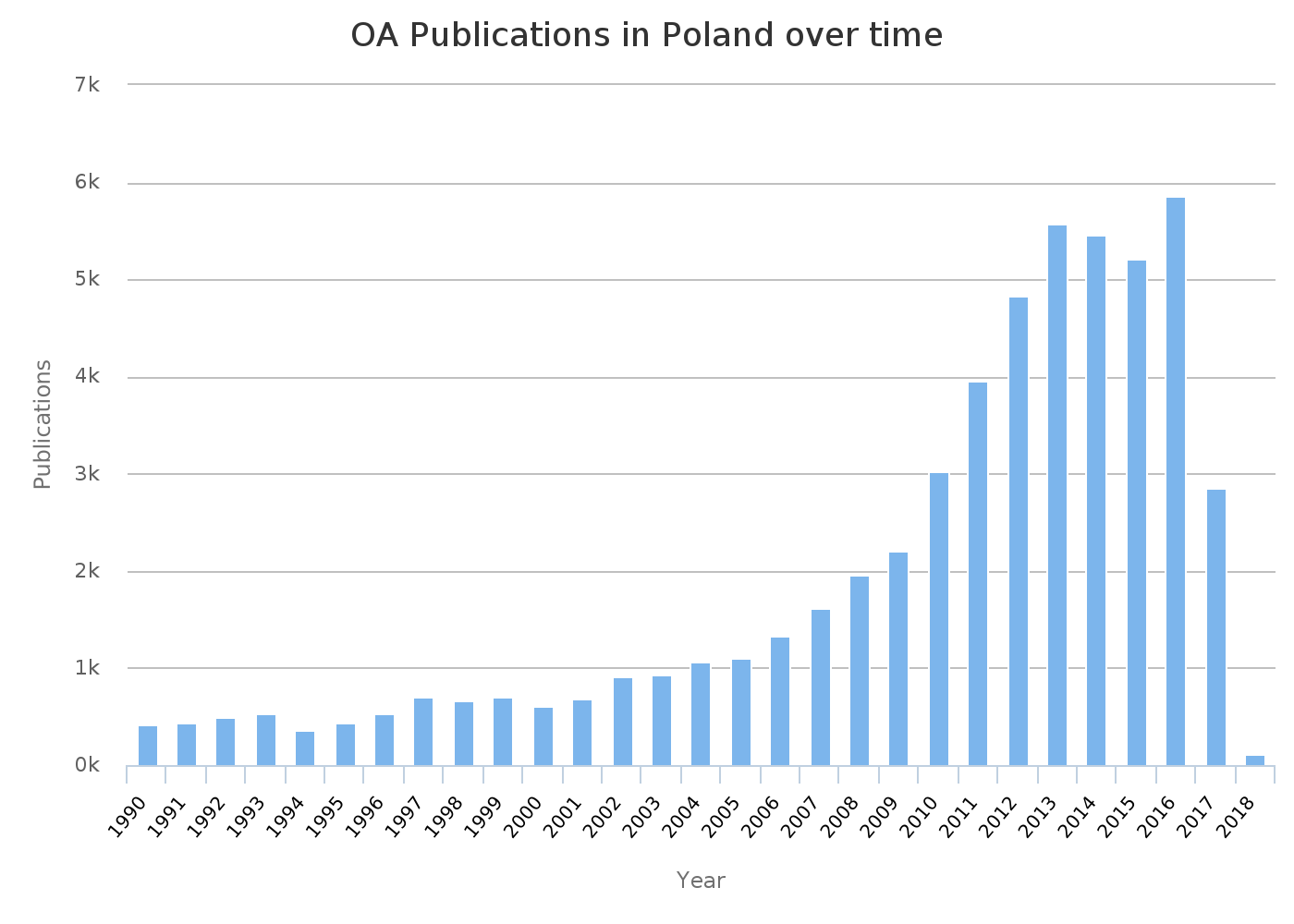
Sự phát triển của các ấn phẩm truy cập mở ở Ba Lan, 1990-2018

Thông tin liên lạc về học thuật truy cập mở của Ba Lan có thể được tìm kiếm thông qua "CeON Aggregator" của Trung tâm liên ngành về toán học và mô hình tính toán của Trung tâm Khoa học mở của Đại học Warsaw.

## Kho lưu trữ
Tính đến tháng 3 năm 2018, Thư mục Kho lưu trữ Truy cập Mở có trụ sở tại Vương quốc Anh đã liệt kê khoảng 91 kho lưu trữ ở Ba Lan. Tuy nhiên, theo dự án OpenAIRE, "phần lớn trong số này là thư viện kỹ thuật số, cung cấp quyền truy cập vào các nội dung số hóa bộ sưu tập thư viện, không có chức năng như kho mở cho tác giả cho sự cung cấp công việc của chính họ."  Kho lưu trữ Đại học Lodz và Kho lưu trữ Đại học Adam Mickiewicz duy trì số lượng tài sản kỹ thuật số lớn nhất. Thư viện Công cộng Warsaw điều hành Mazowiecka Biblioteka Cyfrowa thư viện kỹ thuật số, được thành lập vào năm 2011.

## Xem thêm

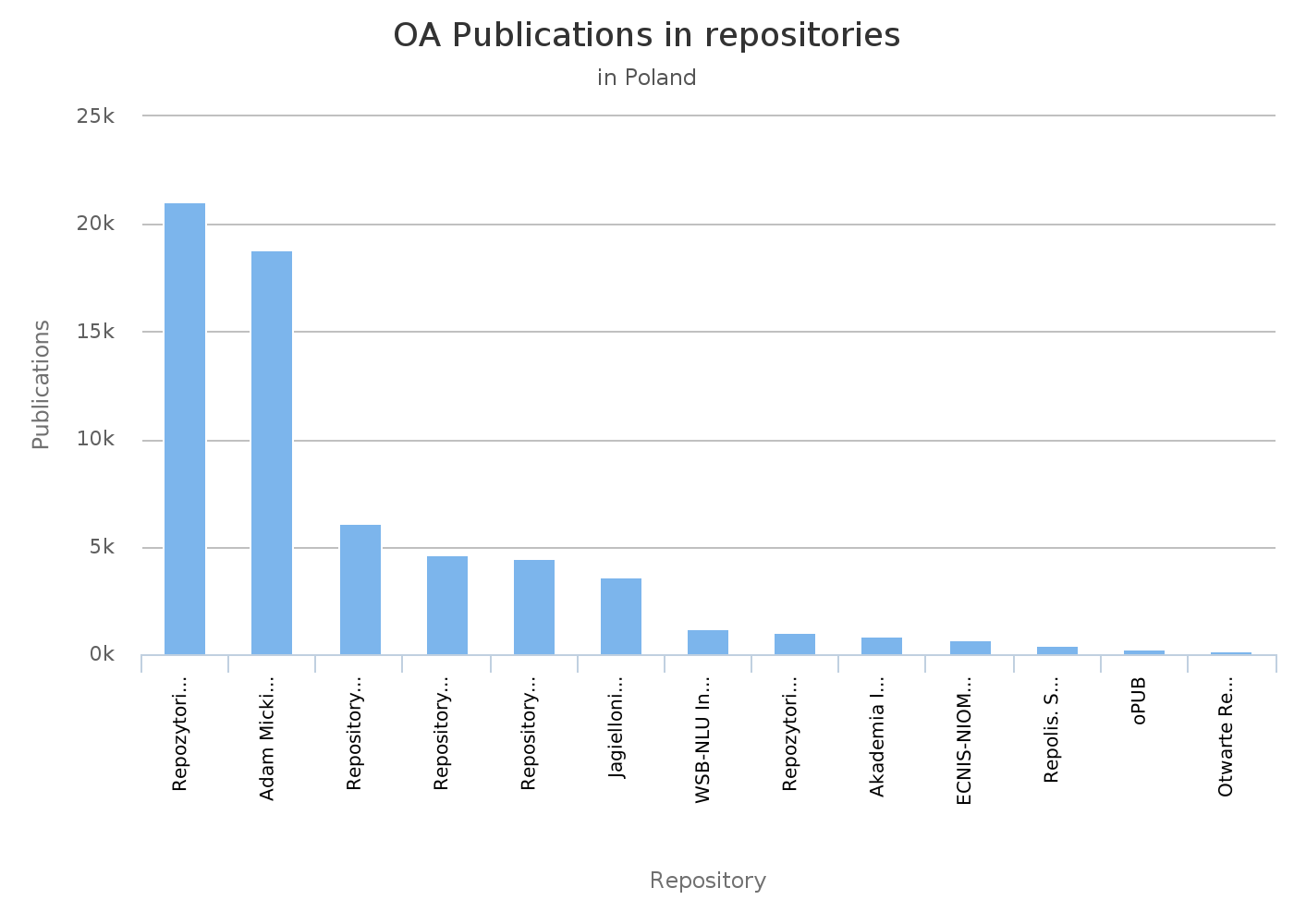
Số lượng các ấn phẩm truy cập mở trong các kho lưu trữ khác nhau của Ba Lan, 2018

## đọc thêm
bằng tiếng Anh
- Open Access in Poland: Interview with Bożena Bednarek-Michalska
- Open Science in Poland 2014: A Diagnosis, ISBN 978-83-63490-10-2
- Poland: Initial open access policy
- Walt Crawford (2018). "Poland". Gold Open Access by Country 2012-2017. US: Cites & Insights Books.

bằng tiếng Ba Lan